# Bazylika Bożego Miłosierdzia w Krakowie-Łagiewnikach

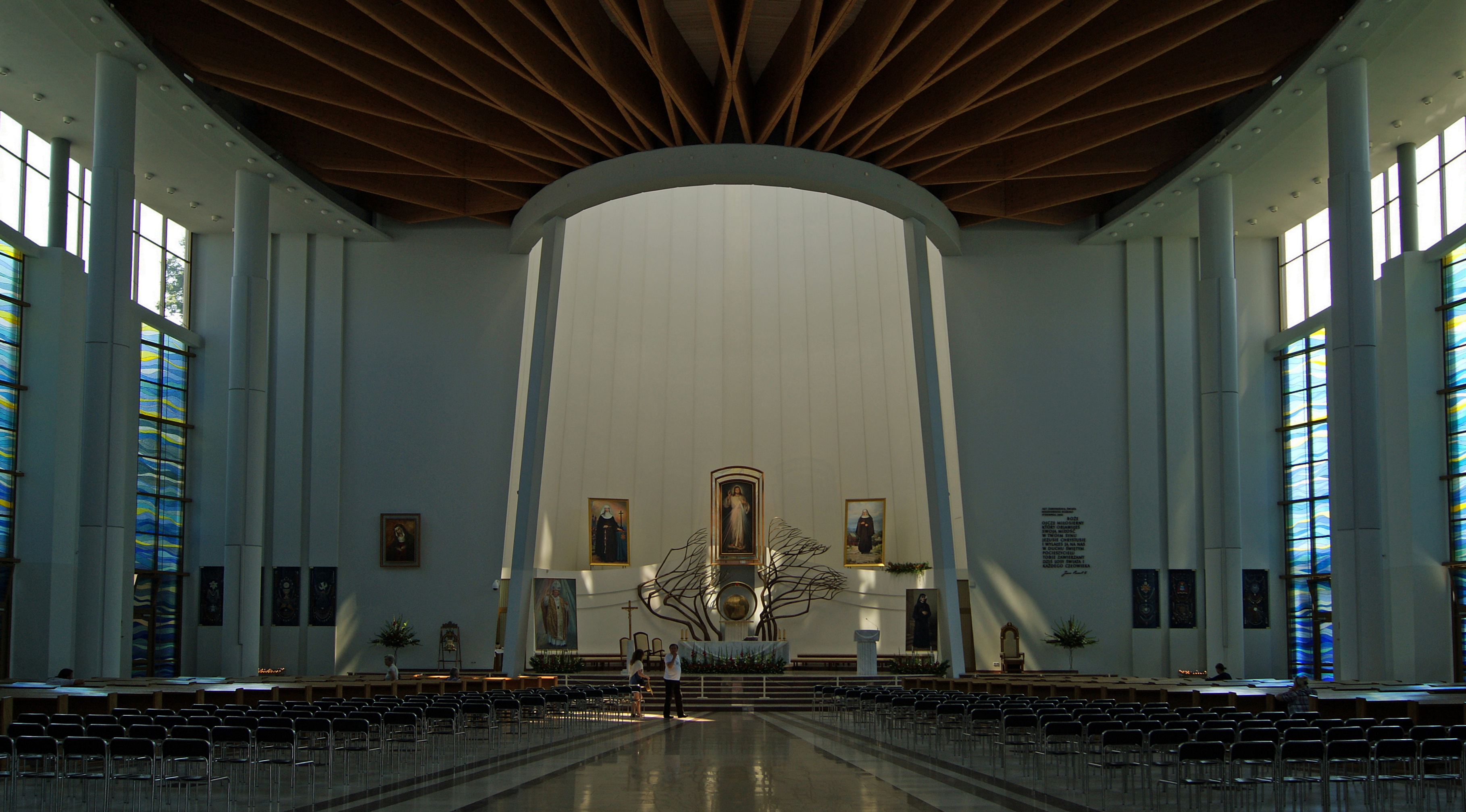
Wnętrze kościoła

Bazylika Bożego Miłosierdzia – rzymskokatolicki kościół rektoralny znajdujący się w Krakowie, w dzielnicy IX Łagiewniki-Borek Fałęcki przy ul. Siostry Faustyny 3, w Łagiewnikach.
Wybudowana w latach 1999–2002, według projektu Witolda Cęckiewicza, główna świątynia Sanktuarium Bożego Miłosierdzia w Krakowie-Łagiewnikach oraz obejmującego obszar sanktuarium Samodzielnego rektoratu Bożego Miłosierdzia. Jest dwupoziomową, elipsoidalną budowlą. Może pomieścić 5000 osób (około 1800 miejsc siedzących). Nad budynkiem góruje 77-metrowa wieża widokowa.
W dolnym poziomie kościoła znajduje się pięć kaplic:
- kaplica centralna, pw. św. siostry Faustyny (dar Kościoła włoskiego), i cztery kaplice boczne:
- pw. Communio Sanctorum o mozaikowym wystroju autorstwa węgierskiego artysty L. Puskása (dar Kościoła węgierskiego)
- pw. św. Andrzeja Apostoła (Pojednania) – greckokatolicka, uroczyście poświęcona 24 czerwca 2007 roku, w 60. rocznicę Akcji Wisła. Uroczystość konsekracji poprowadził arcybiskup większy kijowsko-halicki Lubomir Huzar. Ikonostas i polichromie w Kaplicy Pojednania wykonał profesor Lubomyr Medwid ze Lwowa. Wystrój kaplicy jest darem archieparchii przemysko-warszawskiej oraz innych diecezji Cerkwi Greckokatolickiej.
- pw. św. Krzyża (dar Kościoła niemieckiego)
- pw. Matki Bożej Bolesnej (dar Kościoła słowackiego)

Obok górnej części bazyliki mieści się wolnostojąca postmodernistyczna kaplica Wieczystej Adoracji Najświętszego Sakramentu.
Konsekracji kościoła dokonał 17 sierpnia 2002 roku Jan Paweł II, podczas swojej ostatniej pielgrzymki do Polski. Od 6 marca 2003 roku przysługuje mu tytuł bazyliki mniejszej.
27 maja 2006 roku, podczas pielgrzymki papieża Benedykta XVI do Polski, odsłonięto pomnik papieża Jana Pawła II, umieszczony na wieży widokowej przy bazylice. Był to siódmy rzeźbiarski monument papieski w Krakowie.
Na południe od kościoła znajduje się cmentarz zakonny sióstr, na którym pierwotnie pochowano siostrę Faustynę. Jej grób znajdował się na zakonnej nekropolii w latach 1938–1966.
30 lipca 2016 roku, podczas XXI Światowych Dni Młodzieży w Krakowie w bazylice spowiadał papież Franciszek.

## Galeria

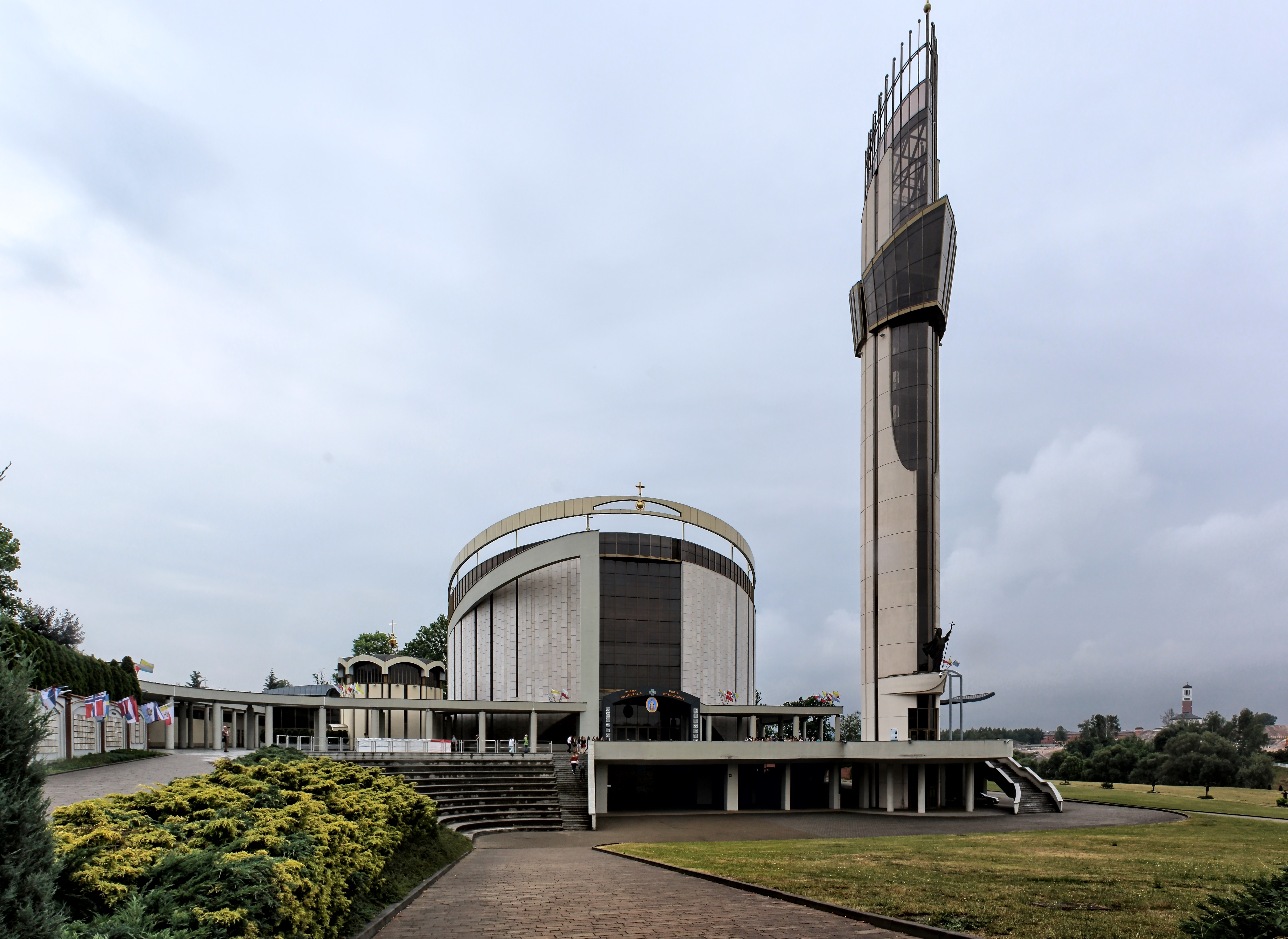
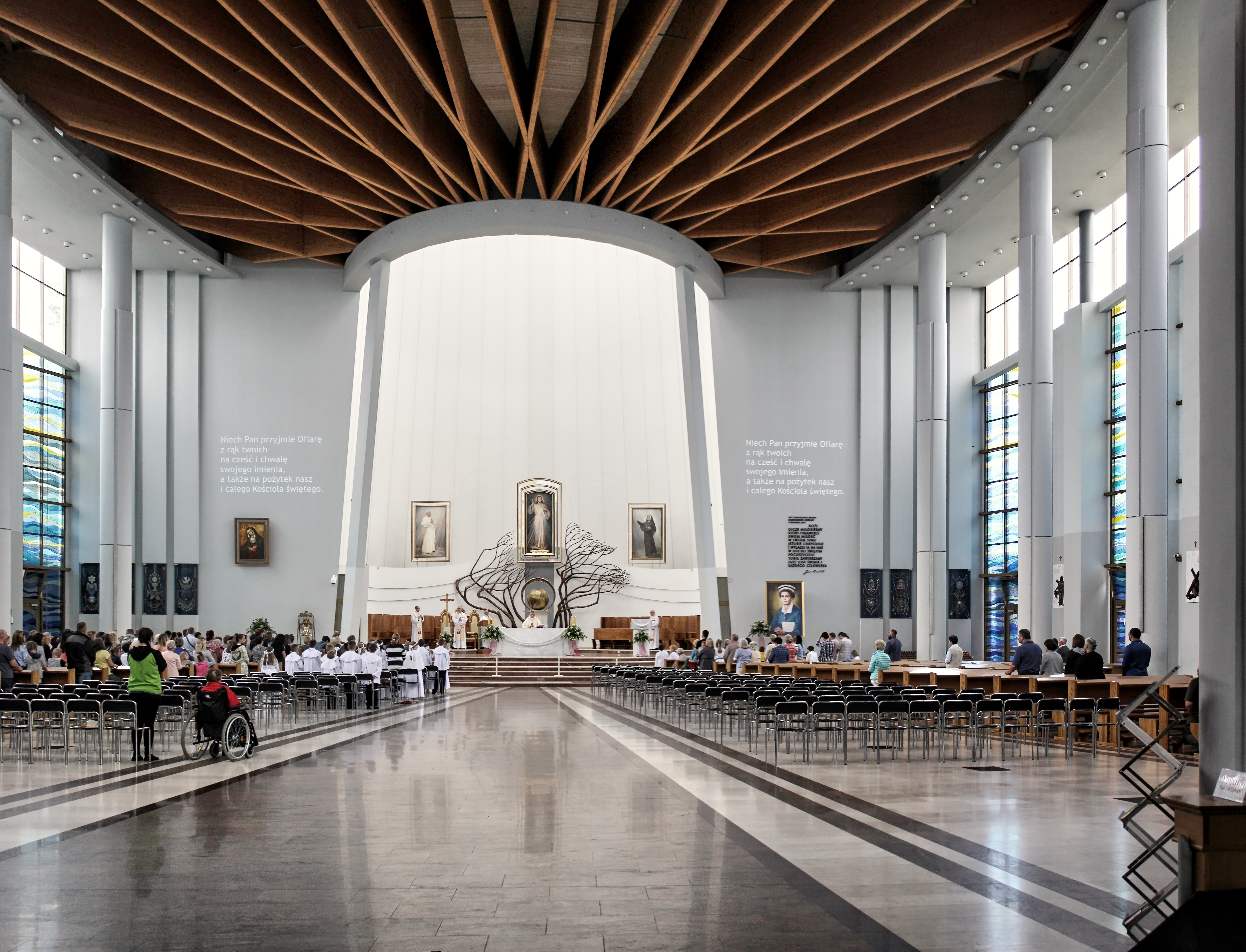
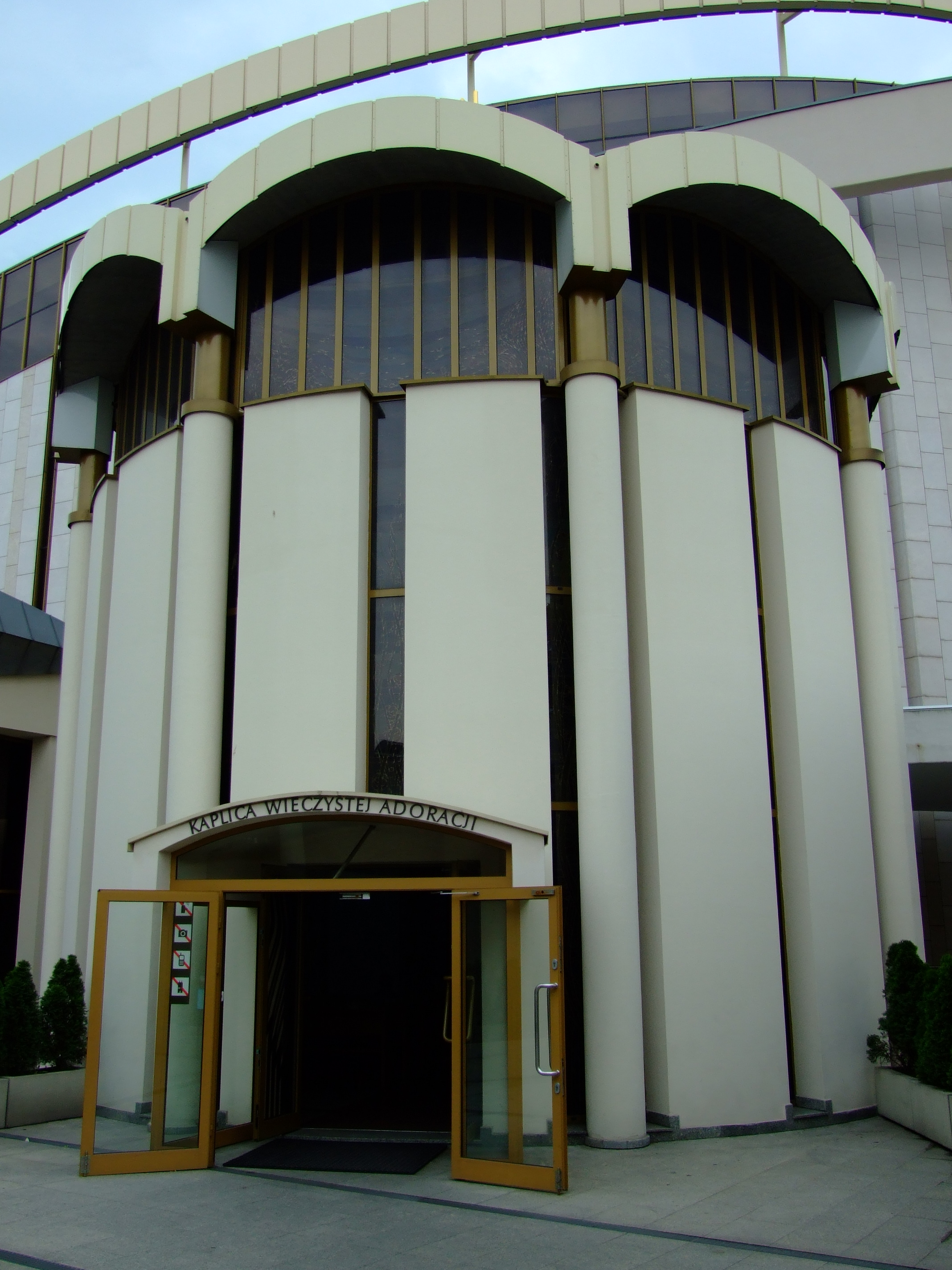
Kaplica Wieczystej Adoracji
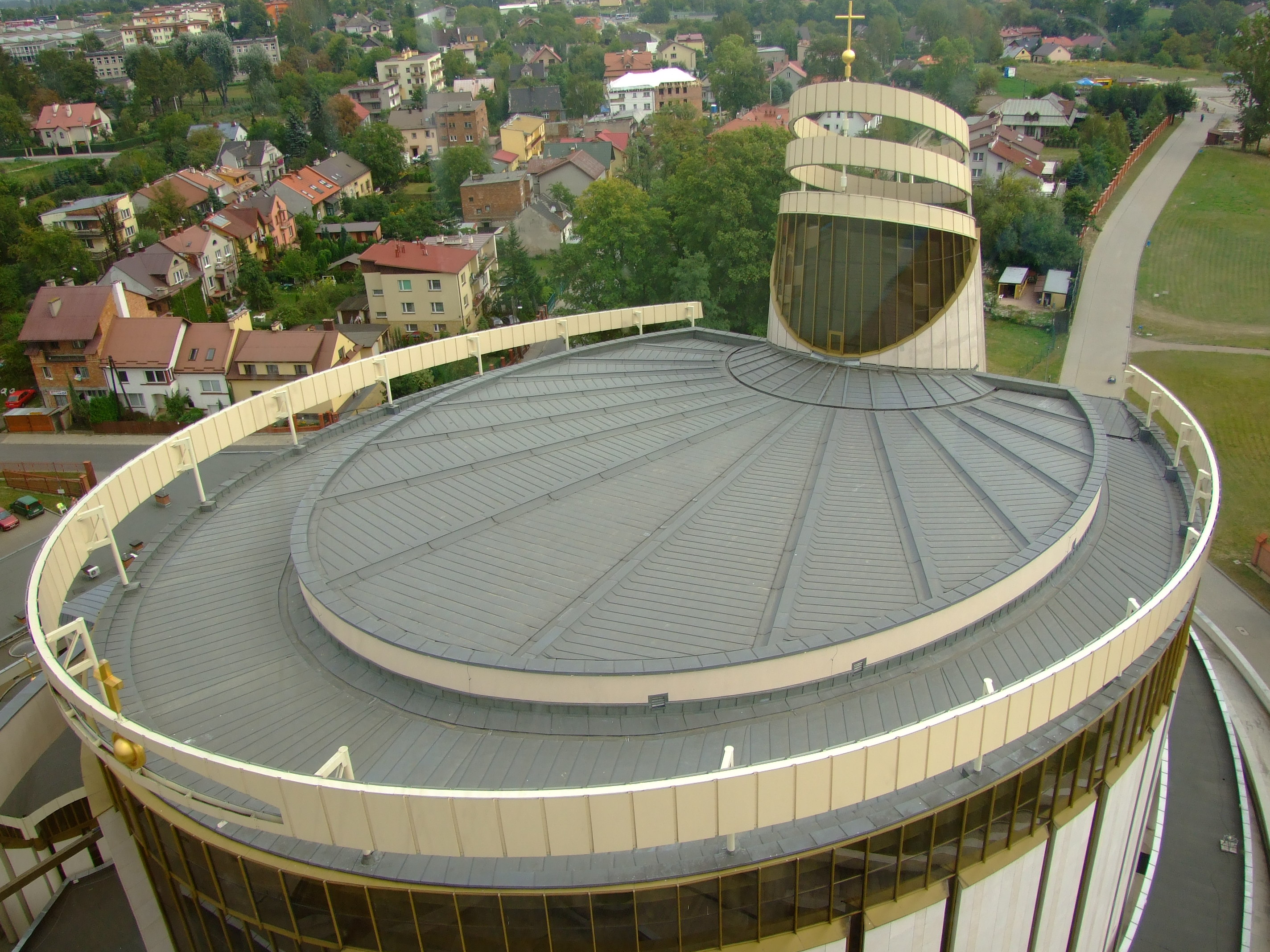
Widok bazyliki z wieży widokowej
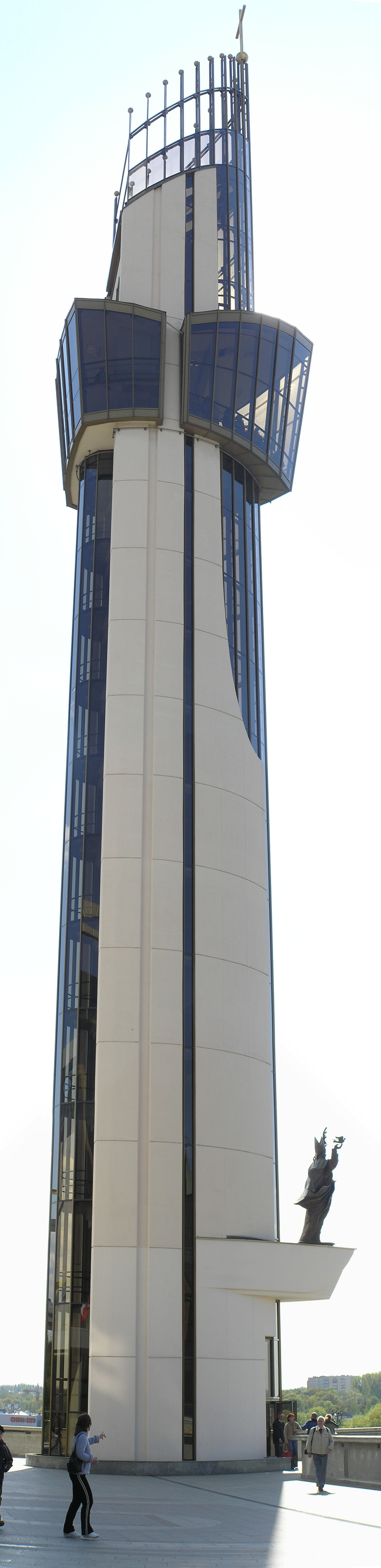
Wieża z tarasem widokowym
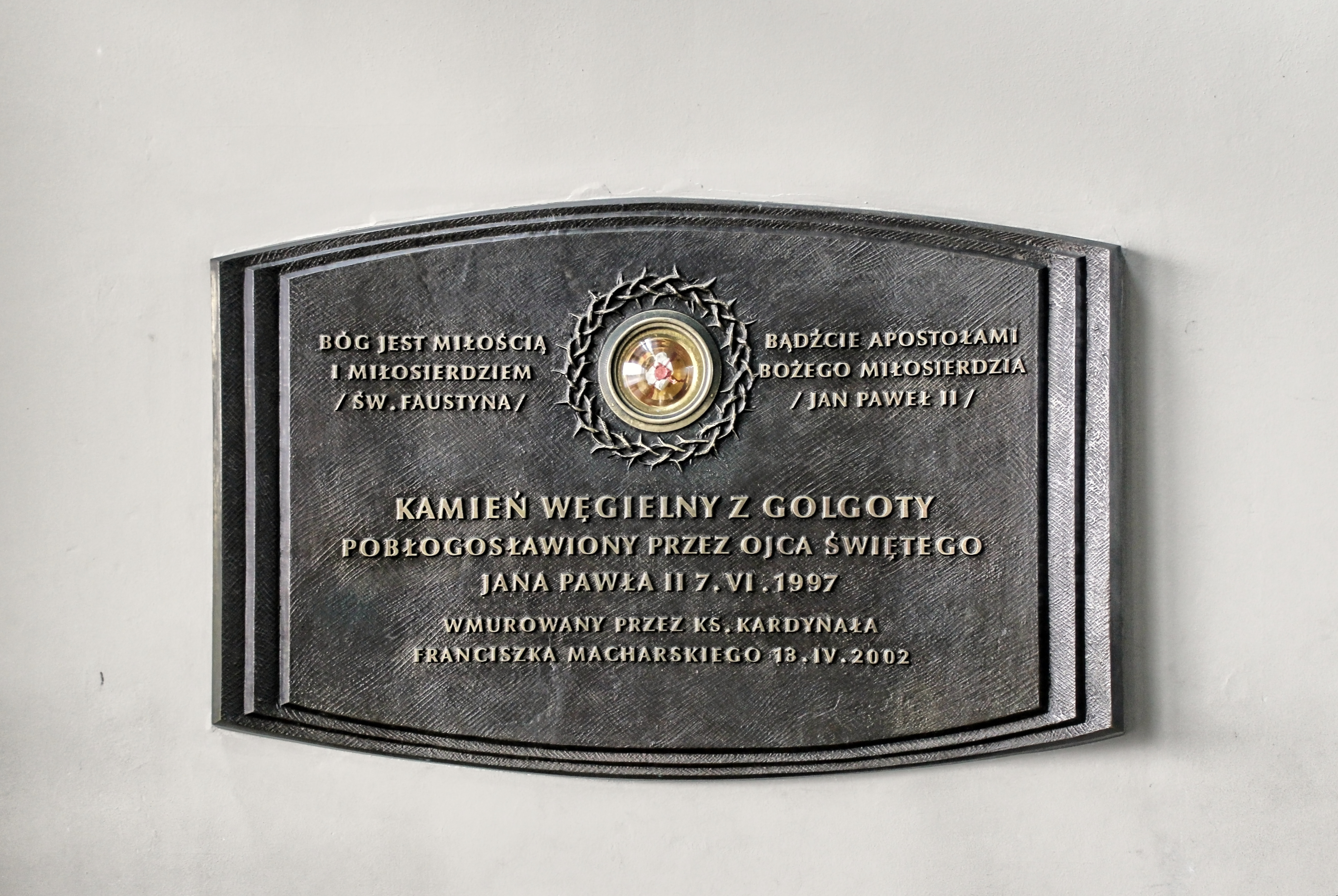
Tablica z wbudowanym kamieniem węgielnym z Golgoty
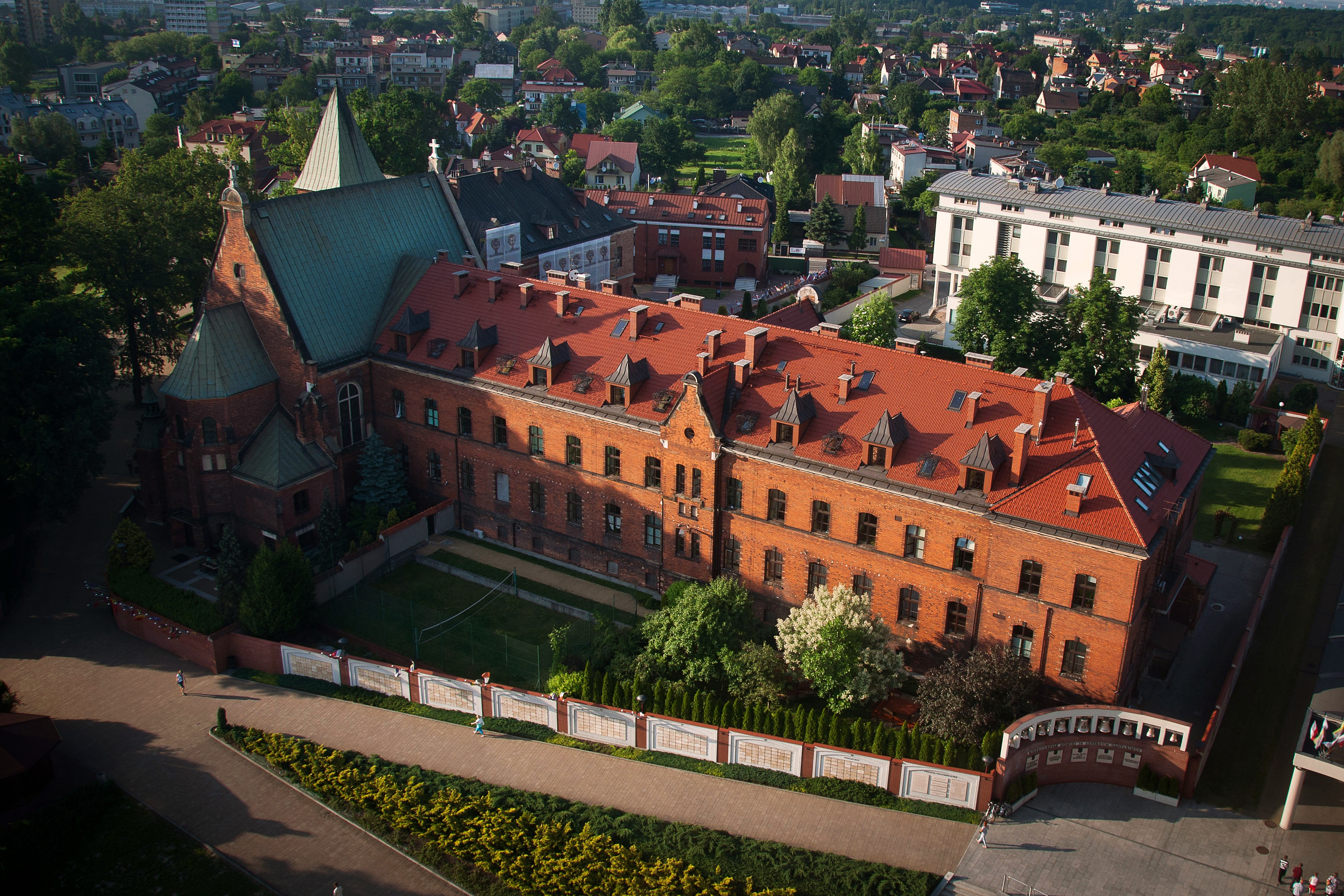
Klasztor Sióstr Matki Bożej Miłosierdzia
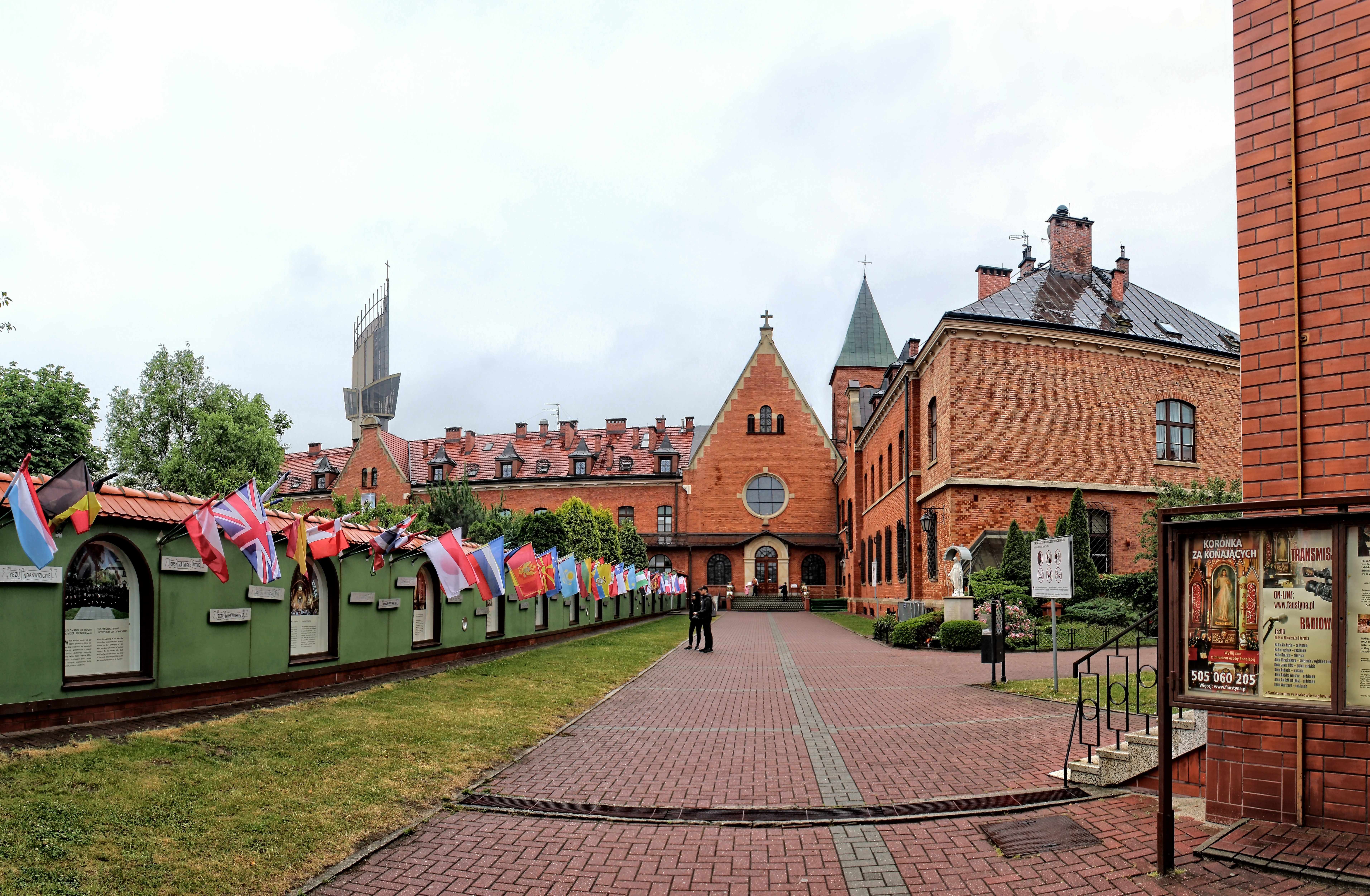
Klasztor
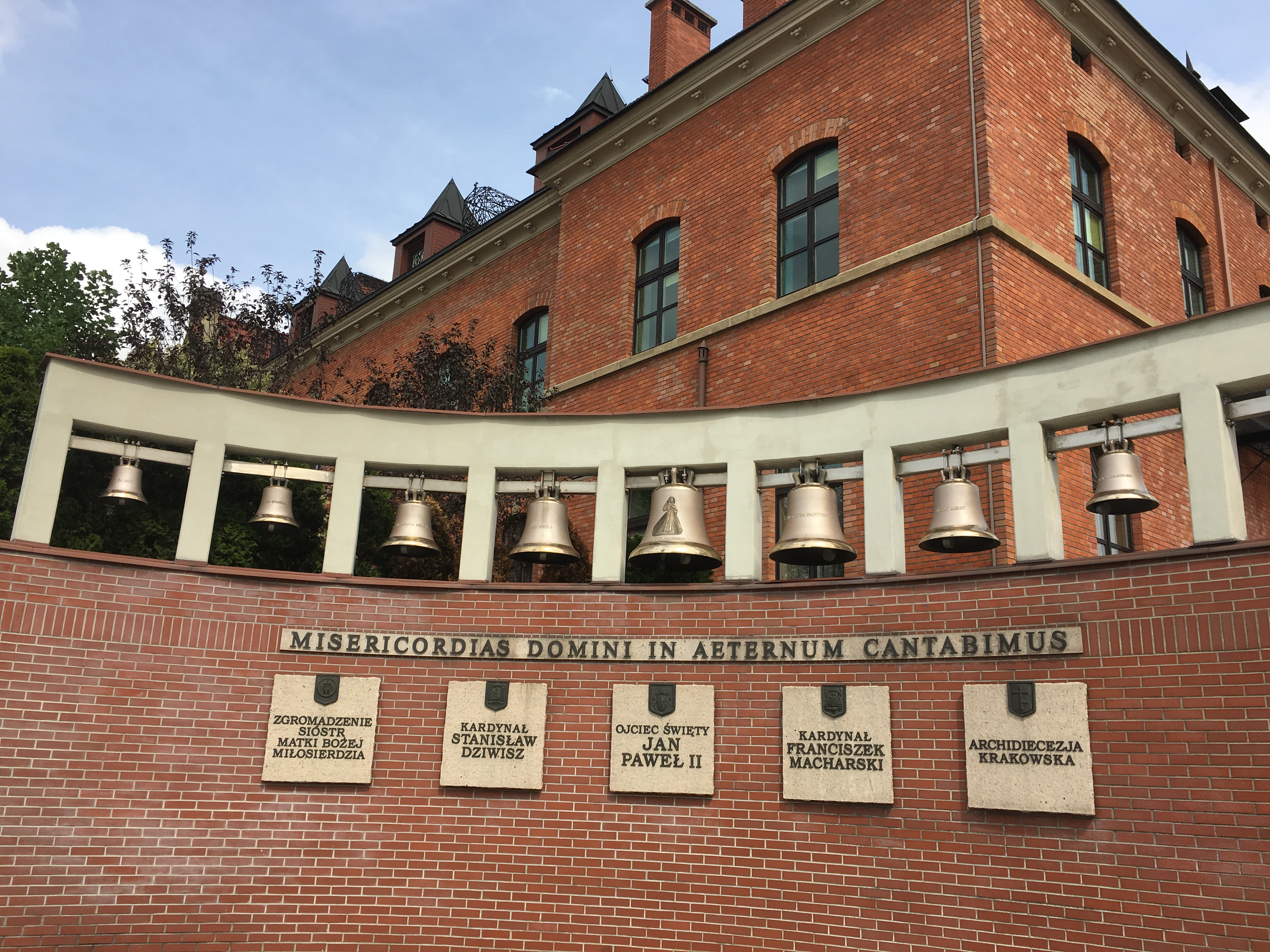
Kurant i patroni sanktuarium
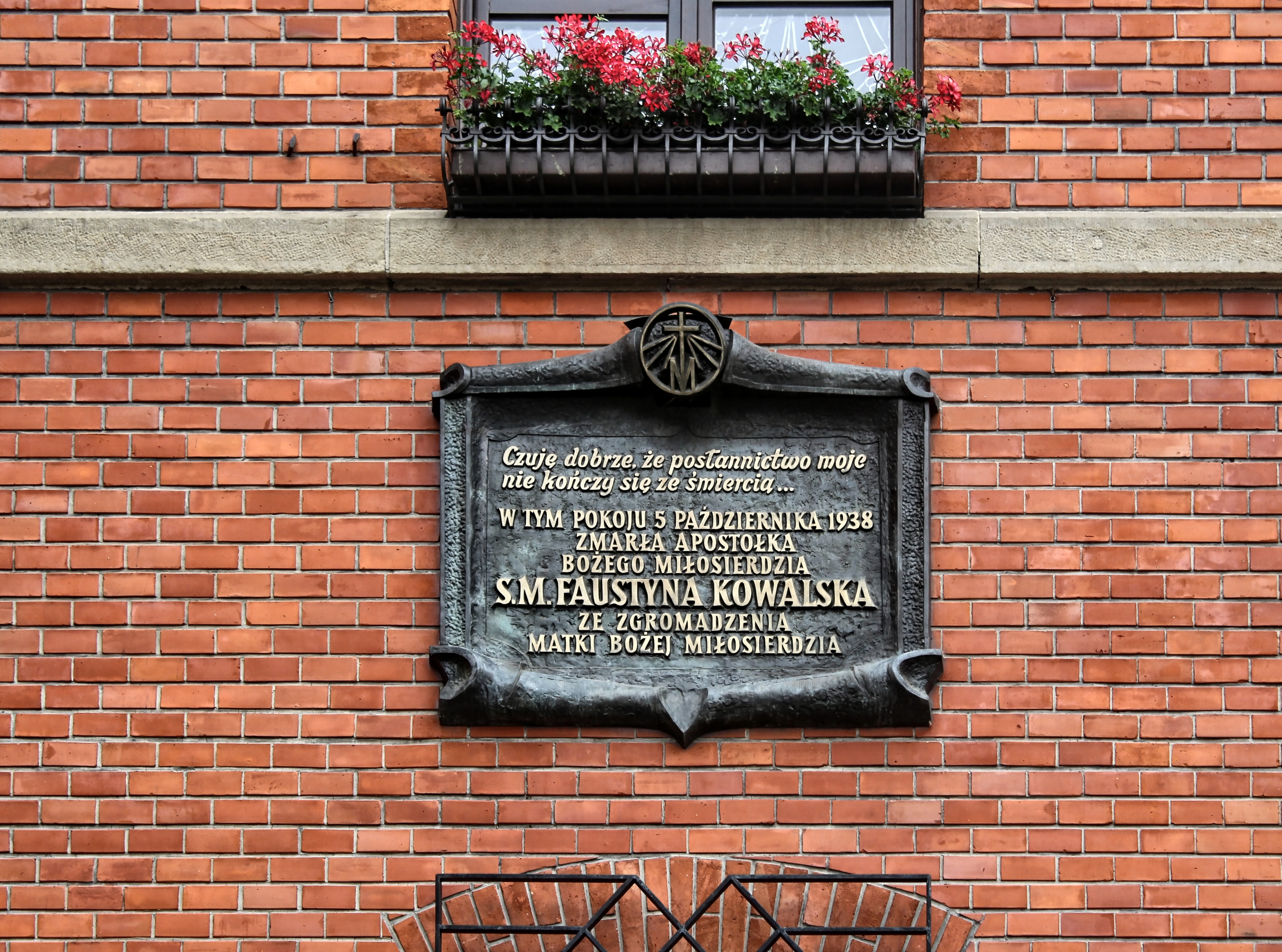
Tablica św. Faustyny na budynku klasztornym
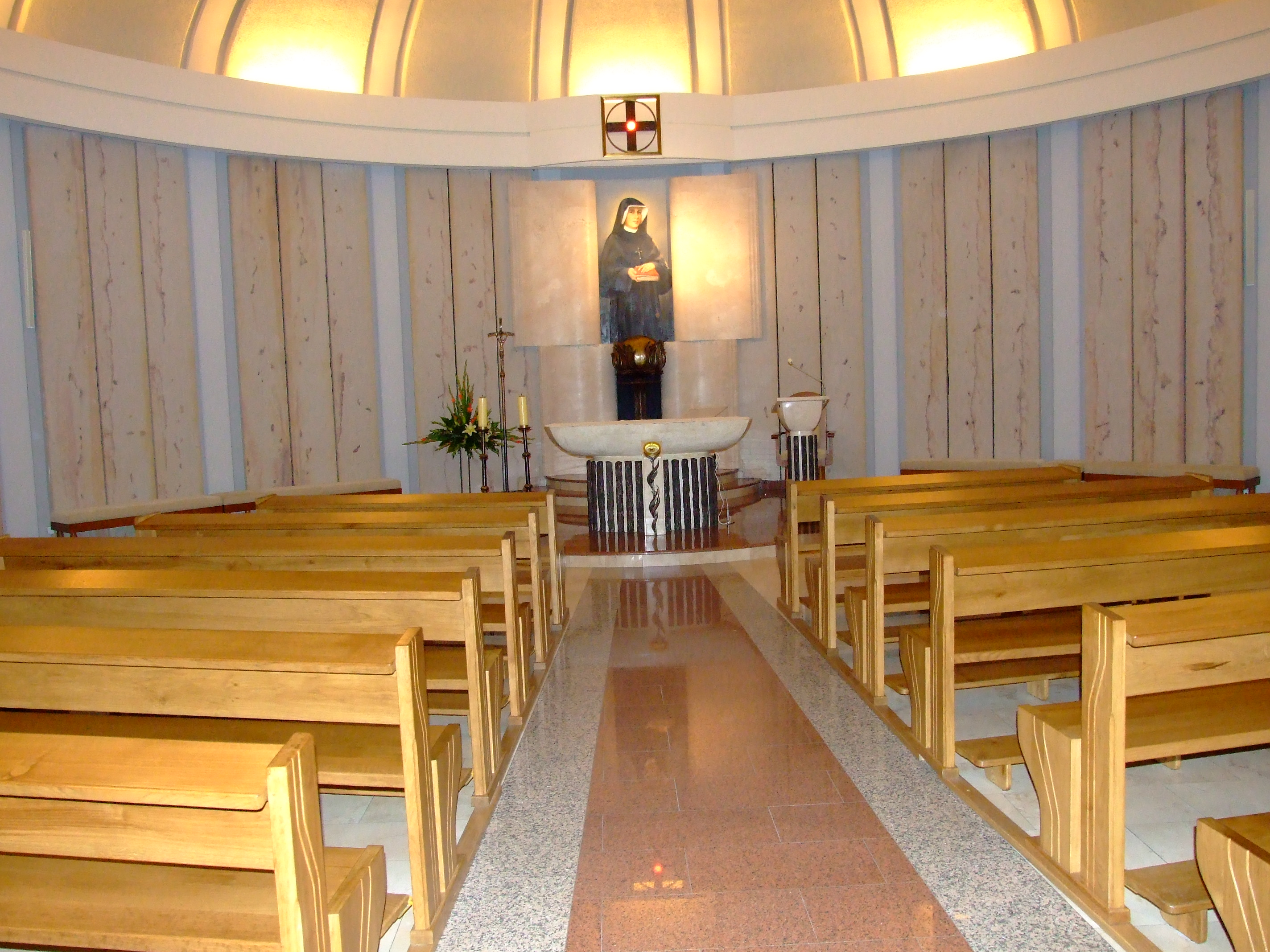
Kaplica św. Faustyny
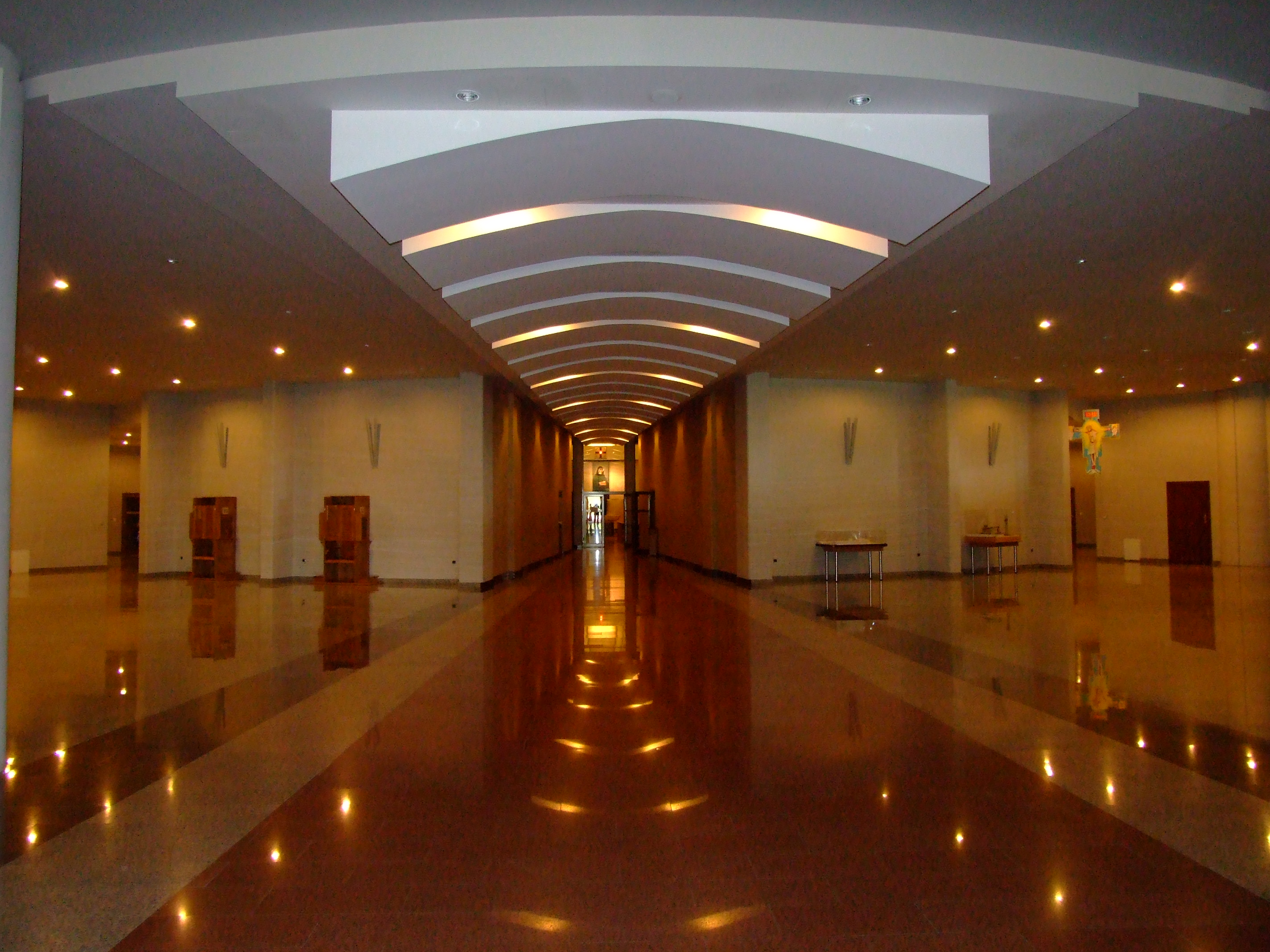
Podziemia bazyliki
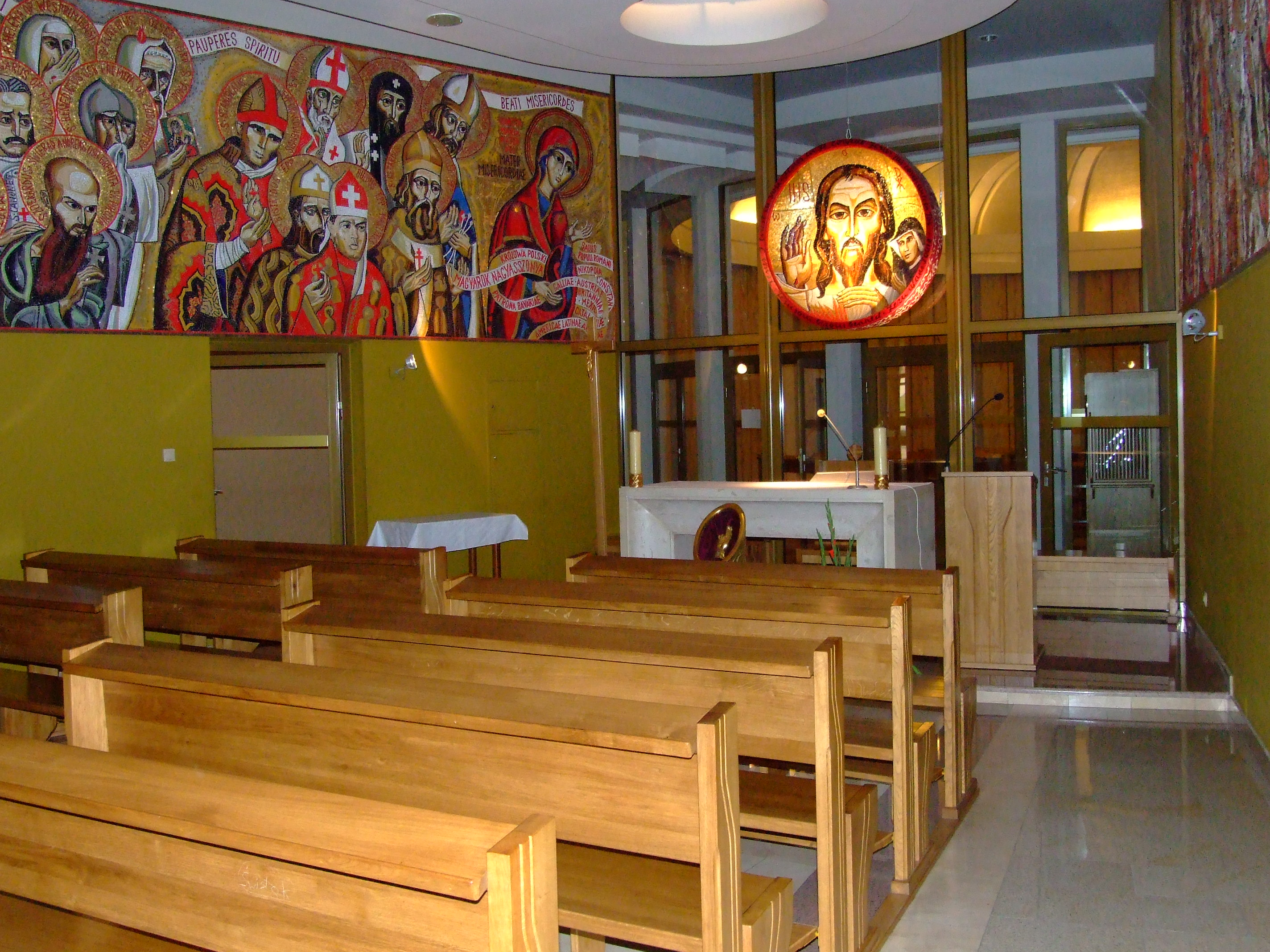
Jedna z kaplic w podziemiach
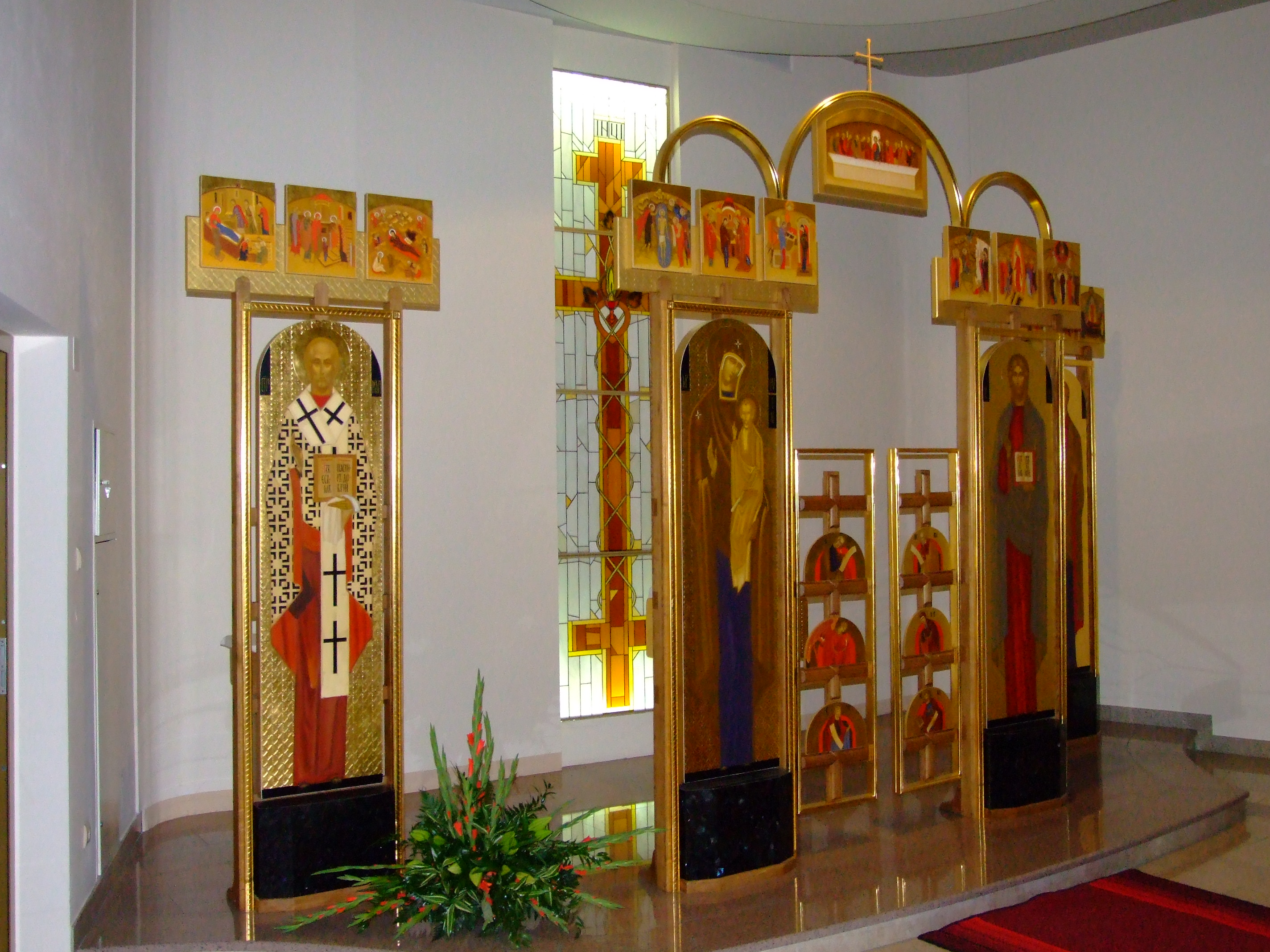
Ikonostas w kaplicy greckokatolickiej
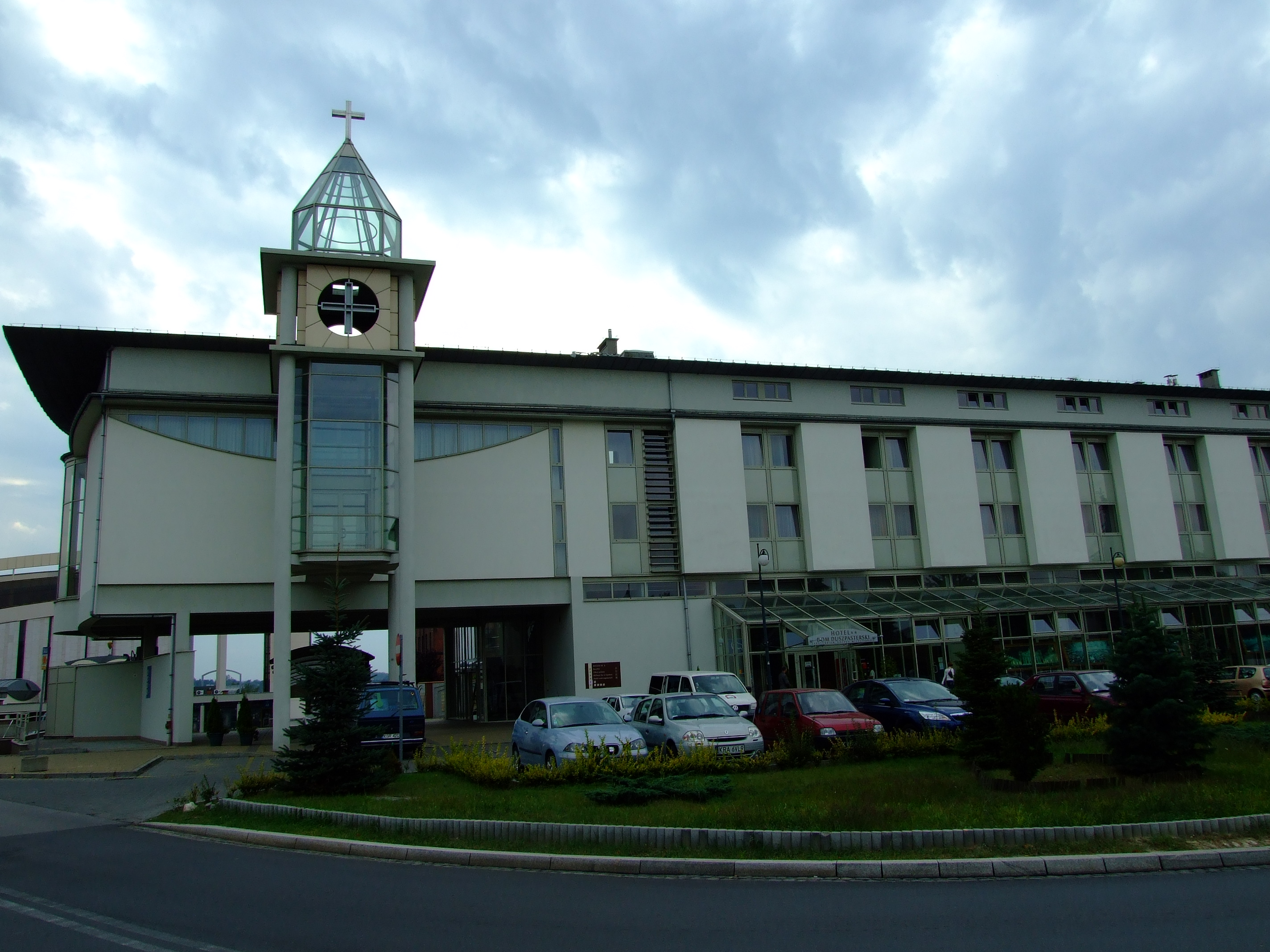
Hotel dla pielgrzymów